# Voula Massoura
Voula Massoura, née en 1936, est une artiste plasticienne grecque.

## Biographie
Voula Massoura a suivi des cours à partir de 1957 à Krefeld (Allemagne) auprès des professeurs Georg Muche (professeur d'art textile) et J. Mitscherlich, membres fondateurs et représentants du Bauhaus. Puis elle suit en Autriche l'enseignement du professeur Heinz Trökes, de l'Académie de Berlin.
De 1960 à 1964, elle travaille à Athènes comme graphiste et illustratrice pour la publicité et la presse. Elle publie un livre, Graphic Arts and Advertising (1964).
À partir de 1964, elle se tourne de plus en plus vers la peinture, réalisant des « assemblages » qui l'entraînent vers un « art textile », utilisant des fibres végétales naturelles (sisal, coton, chanvre, cuir), insérant divers matériaux comme le bois, des ficelles et câbles de toutes natures, et un mélange de sciure et de couleurs acryliques, selon des techniques très personnelles.
En 1978, elle étudie plus particulièrement la tapisserie à Paris.
De 1990 à 1996, elle réalise une série de Bannières (Lavara), au format 180 x 120 cm, utilisant comme matériau de base du papier goudronné et des fibres. Les Quatre Saisons (1995-96) est une série de quatre pièces, chacune étant composée de deux parties, l'une réalisée sur un châssis, l'autre suspendue librement devant la première, à dix centimètres.
À partir de 1997, elle travaille sur un nouveau concept : Decay-Reminiscences : les pièces textiles sont enterrées un certain temps, puis retravaillées à l'acrylique.
Sa fille, Leda Massoura est une pianiste qui se consacre au répertoire moderne, dont les compositeurs grecs.

## Expositions

### Expositions personnelles
- Galerie Zygos, Athènes 1964
- Galerie Chrysothemis, Athènes 1970
- Galerie Astor, Athènes 1975
- Galerie Trito Mati, Athènes 1979
- Galerie Pansellinos, rétrospective, Thessalonique 1980
- Galerie Zamboulakis, Athènes, 1986
- Institut français, Thessalonique 1986
- Musée Katsygras, Larissa 1990
- Galerie Medusa, Athènes 1991
- Goethe Institut, Athènes 1993
- Famagusta Gate, Nicosie, Chypre 1993
- Koule, château médiéval d'Héraklion, Crète, 1995
- Galerie Medusa, Athènes 1996
- Institute of Byzantine and post-Byzantine studies, Venise, Italie 1996
- Palazzo del Podesta, Faenza, Italie 1997
- Galerie Terracotta, Thessalonique, Grèce 2000
- Galerie Medusa, Athènes 2000
- Galerie A. Kondopoulos, rétrospective 1990 - 2000, Lamia, Grèce
- Peloponnesian folklore foundation, Nauplie, 2002
- Galerie Medusa, Athènes, 2003
- Oblivion revoked, galerie Medusa, Athènes, 2008

### Expositions de groupe
- Panhellenic exhibitions, Athènes, 1963, 1965, 1987
- Académie des Beaux-Arts, Salzbourg, Autriche, 1972. Prix honoraire de la ville de Salzbourg
- Modern Greek Art, Chicago, USA, 1974
- Salon d'Automne, Grand Palais, Paris, 1975
- Biennale d'Alexandrie, Égypte, 1982. Prix d'honneur, hors concours
- National Gallery, Athènes, 1985
- 7e Minitextile biennale, Szombathely, Hongrie, 1988
- Cinq artistes grecs, Ancienne laiterie, Strasbourg, 1989
- IIe salon international du petit format, château de Villefranche, Nice, 1992. Prix d'Honneur
- Arte fiera, Bologne, Italie, 1993
- International Trieniale of Textile Art, Lodz, Pologne, 1995. Médaille de bronze
- Art Athina 5, galerie Medusa, Athènes, 1997
- Union européenne, The Focus of the gaze, Bruxelles, Belgique, 1998
- A trip through plastic arts ; Banner, Flag, Sign, galerie Psychari 36, Athènes, 1999
- 4th international Biennial of arts, Sharjah, Émirats arabes unis, 1999
- Greece the Mediterranean, Cagnes-sur-Mer, Nice, 1999
- The Bests 1999-2000, Galerie Medusa, Athènes, 2000
- Intercontinental Meeting of Women, Centre d'Art contemporain, Larissa, Grèce, 2002
- Art Athina 10, galerie Medusa, Athènes, 2003
- 11th Triennial of Textile Art, Lodz, Pologne, 2004
- Bird invest - The Nestingboxproject, Burgloon, Belgique, 2005
- Artistic encounter Greece-China, Pékin, Chine, 2005
- European Community, Berlaymont-Summa Artis, Bruxelles, Belgique, 2006